# Vojtěch Jasný
Vojtěch Jasný est un réalisateur et scénariste tchécoslovaque né le 30 novembre 1925 à Kelč (Tchécoslovaquie) et mort le 15 novembre 2019 à Přerov (Tchéquie).

## Biographie
Figure de proue du cinéma de la Moravie, Vojtěch Jasný fut décrit comme « Le père spirituel de la Nouvelle Vague tchécoslovaque » par Miloš Forman. Il fera partie également de ceux qui rejetteront les conventions esthétiques imposées par le stalinisme et sera contraint à l'exil à la suite du Printemps de Prague.

### Famille
Vojtěch Jasný est également le grand-père d'un autre cinéaste, Marcel Jasný (réalisateur et écrivain d'origine allemande). On ne sait pas grand chose sur le reste de sa famille. Ce n’est qu’après que Marcel Jasný soit sorti en 2015 et a parlé de son grand-père que plus de détails ont été connus.
Vojtěch Jasný et son petit-fils ont toujours eu une relation lointaine, en partie à blâmer en vivant dans deux pays différents lorsque le père de Marcel Jasný a déménagé en Allemagne alors qu'il était encore jeune.

## Filmographie

### Comme réalisateur

#### Cinéma
- 1950 : Za zivot radostný (court métrage)
- 1950 : Vedeli si rady (court métrage documentaire)
- 1950 : Není stále zamraceno (documentaire)
- 1952 : Neobycejná léta (documentaire)
- 1953 : Le cœur bat à l'unisson (Lidé jednoho srdce)[3] (court métrage)
- 1954 : Z cínského zápisníku (court métrage documentaire)
- 1954 : Stará cínská opera (court métrage)
- 1954 : Dnes vecer vsechno skonci
- 1955 : Bez opav (court métrage documentaire)
- 1956 : Prílezitost (court métrage)
- 1957 : Zárijové noci (pl)
- 1957 : Andela
- 1958 : Désir (Touha)
- 1960 : J'ai survécu à ma mort (Prezil jsem svou smrt)
- 1961 : Le Pèlerinage à la Vierge (cs) (Procesí k panence)
- 1963 : Un jour un chat (Az prijde kocour)
- 1966 : Les Pipes (Dýmky)
- 1968 : Chronique morave (Vsichni dobrí rodáci)
- 1969 : Ceská rapsodie
- 1974 : Der Kulterer
- 1976 : Ernst Fuchs (court métrage)
- 1976 : Le Clown (Ansichten eines Clowns)
- 1976 : Fluchtversuch (de)
- 1977 : Die Rückkehr des alten Herrn
- 1977 : Mein seliger Onkel
- 1980 : Gospodjica
- 1984 : Bis später, ich muss mich erschiessen
- 1987 : C'est pas parce qu'on est petit qu'on peut pas être grand (The Great Land of Small)
- 1991 : Why Havel?
- 1999 : Gladys
- 1999 : Návrat ztraceného ráje (cs)
- 2001 : Peklo na zemi

#### Télévision
- 1969 : Warum ich Dich liebe
- 1970 : Nicht nur zur Weihnachtszeit
- 1972 : Der Leuchtturm
- 1974 : Frühlingsfluten
- 1975 : Pudels Kern, Des
- 1976 : Bäume, Vögel und Menschen
- 1976 : Alexander März
- 1977 : Fairy
- 1978 : Die Freiheiten der Langeweile
- 1980 : Die Einfälle der heiligen Klara
- 1981 : Wir
- 1983 : Es gibt noch Haselnuß-Sträucher
- 1984 : Der Blinde Richter (série)
- 2002 : Broken Silence (mini-série documentaire)

### Comme scénariste
- 1950 : Není stále zamraceno
- 1952 : Neobycejná léta
- 1955 : Bez opav
- 1957 : Zárijové noci
- 1963 : Un jour un chat (Az prijde kocour)
- 1966 : Les Pipes (Dýmky)
- 1968 : Chronique morave (Vsichni dobrí rodáci)
- 1970 : Psi a lidé
- 1975 : Pudels Kern, Des (TV)
- 1976 : Bäume, Vögel und Menschen (TV)
- 1976 : Le Clown (Ansichten eines Clowns)
- 1976 : Fluchtversuch (de)
- 1984 : Bis später, ich muss mich erschiessen
- 1985 : Opération beurre de pinottes (The Peanut Butter Solution)
- 1999 : Gladys
- 1999 : Návrat ztraceného ráje (cs)